# Mats Deland
Mats-Olof Deland, född 22 augusti 1961 i Trollhättan, Älvsborgs län, Västergötland, är en svensk historiker och skribent, verksam vid Stockholms, Uppsala universitet och Mittuniversitetet.
Deland har tillsammans med Charles Westin sammanställt antologin Brunt! som försöker kartlägga högerextrema rörelser i Sverige och andra länder. I boken skriver Deland själv bland annat om CIA:s hemliga arméer i efterkrigstidens Europa, antikommunistiska terrorgrupper som samarbetat med och utbildat nya nazister (se Stay-behind). En kortare version av kapitlet har även publicerats som en artikel i tidskriften Expo nummer 1 2007.
Deland har i Aftonbladet beskrivit de svårigheter han haft med att få ut dokument och dokumentförteckningar ur Säkerhetspolisens arkiv, när han sökt efter nazistiska krigsförbrytare som kan ha tagit sin tillflykt till Sverige.  Han har också berättat om våld, rasism och kvinnoförakt han bevittnat från polisens sida i samband med att antifascister demonstrerat.
Deland har skrivit artiklar åt den socialistiska tidningen Yelah. Han har även deltagit i en TV-sänd debatt i Axess TV med rubriken "Flirtar etablissemanget med vänsterextremismen?".
Tillsammans med Fredrik Quistbergh och Henrik Brandão Jönsson gjorde han dokumentären Sanningen om Sommerlath som visades i TV4:s program Kalla fakta 2010. Dokumentären avslöjar att drottning Silvias far Walther Sommerlath var politiskt aktiv i det tyska nazistpartiet och hävdar att han deltog i den så kallade ariseringen, Hitlers politik för att frånta judar deras tillgångar.
Deland var också medförfattare till fyra kapitel i boken Natos hemliga arméer av den schweiziske historikern Daniele Ganser. Den delen av boken handlar om fyra neutrala länder i Europa, Schweiz, Österrike, Finland och Sverige, som också har visat sig vara del av de hemliga militära nätverk som var en del av Nato och gick under namnet Gladio eller Stay-behind.